# Уго I (граф Ампурьяса)
У́го I (исп. Hugo I, кат. Hug I; умер в 1040) — граф Ампурьяса (991—1040), представитель Ампурьясской династии.

## Биография
Уго I был старшим сыном графа Ампурьяса и Руссильона Госфреда I, после смерти которого в 991 году его владения были разделены между двумя сыновьями: Уго получил графство Ампурьяс и округ Перелада, его младший брат Гислаберт I стал правителем графства Руссильон.
О первой половине правления Уго I известно очень немного. В основном имя графа упоминается только в хартиях о дарениях земель и имущества церквям и монастырям, находившимся в его владениях. К 1010 году относится первое сообщение исторических источников о военной деятельности Уго. В этом году он упоминается в хрониках как участник большого похода на Кордову, совершённого несколькими каталонскими графами. Во время этого похода, организованного графом Барселоны Рамоном Боррелем I и графом Урхеля Эрменголом I в помощь своим мусульманским союзникам, военачальнику Вадиху и его кандидату на престол Кордовы Мухаммаду II, каталонцы разбили в битве при Акбат ал-Бакаре берберское войско халифа Сулеймана, а затем взяли и разграбили Кордову, столицу халифата.
В 1014 году умер граф Гислаберт I, оставивший Руссильон своему несовершеннолетнему сыну Госфреду II. После смерти брата Уго I начал войну против племянника, намереваясь вновь соединить в своих руках оба графства отца. Однако на стороне Госфреда выступил граф Бесалу Бернардо I, которому удалось отбить нападение Уго на Руссильон. Военные действия продолжались до 1020 года, когда при посредничестве епископа Вика Олибы между сторонами конфликта было заключено соглашение о мире, сохранившее за Госфредом II все его владения.
В 1018 году у графа Уго I произошёл также конфликт и с регентом Барселонского графства Эрмесиндой Каркассонской, правившей после смерти мужа, графа Рамона Борреля I, за своего малолетнего сына Беренгера Рамона I. В этом году граф Ампурьяса обманом завладел одним из земельных владений, которое он ранее продал покойному правителю Барселоны. Эрмесинда обратилась за защитой к суду каталонских сеньоров и в 1019 году собрание, состоявшееся в Жероне под председательством графа Бесалу Бернардо I и епископа Олибы Викского, решило спор в её пользу. По решению суда Уго I возвратил захваченные им земли. В дальнейшем он поддерживал дружественные отношения с правителями Барселонского графства.
В последующие годы своего правления Уго I ещё не раз вступал в конфликты с соседями. В 1021 году у него возникли серьёзные разногласия с аббатом монастыря Сан-Пере-де-Рода Петром и после того, как граф захватил принадлежавшее этому аббатству обитель Сан-Сальвадор-де-Вердера, он был отлучён от церкви. В 1023 году только при посредничестве епископа Вика Олибы был разрешён конфликт Уго I с графом Сердани Вифредом II и графом Бесалу Гильемом I.
Граф Уго I умер в 1040 году. Его преемником в графстве Ампурьяс стал его несовершеннолетний старший сын Понс I.
Уго I был женат (не позднее 12 июля 1036) на Гисле, происхождение которой неизвестно. Детьми от этого брака были:
- Понс I[итал.] (умер в 1078) — граф Ампурьяса (1040—1078)
- Рамон (умер в 1086) — епископ Эльны (1064—1086)

Также детьми графа Уго I некоторые генеалогии называют сына Гислаберта и двух неизвестных по именам дочерей, о которых в исторических источниках, кроме их возможных родственных связей с графом Ампурьяса, ничего не сообщается.